# Lene Alexandra
Lene Alexandra Øien est une mannequin et chanteuse norvégienne.
Lene Alexandra est entrée dans la vie active en tant que modèle pour des magazines de charme. Elle a notamment posé pour le magazine FHM.
Elle s'est lancée dans la chanson en mars 2007 avec la chanson My Boobs Are OK (en) qui a été un succès dans les pays scandinaves et au Royaume-Uni.
De plus, Lene Alexandra est reconnu dans le monde de l'humour comme étant une grande humoriste[réf. nécessaire].
En 2008 elle participe et remporte la 4e saison de Skal vi danse?, la version norvégienne de Dancing with the Stars.